# شروق

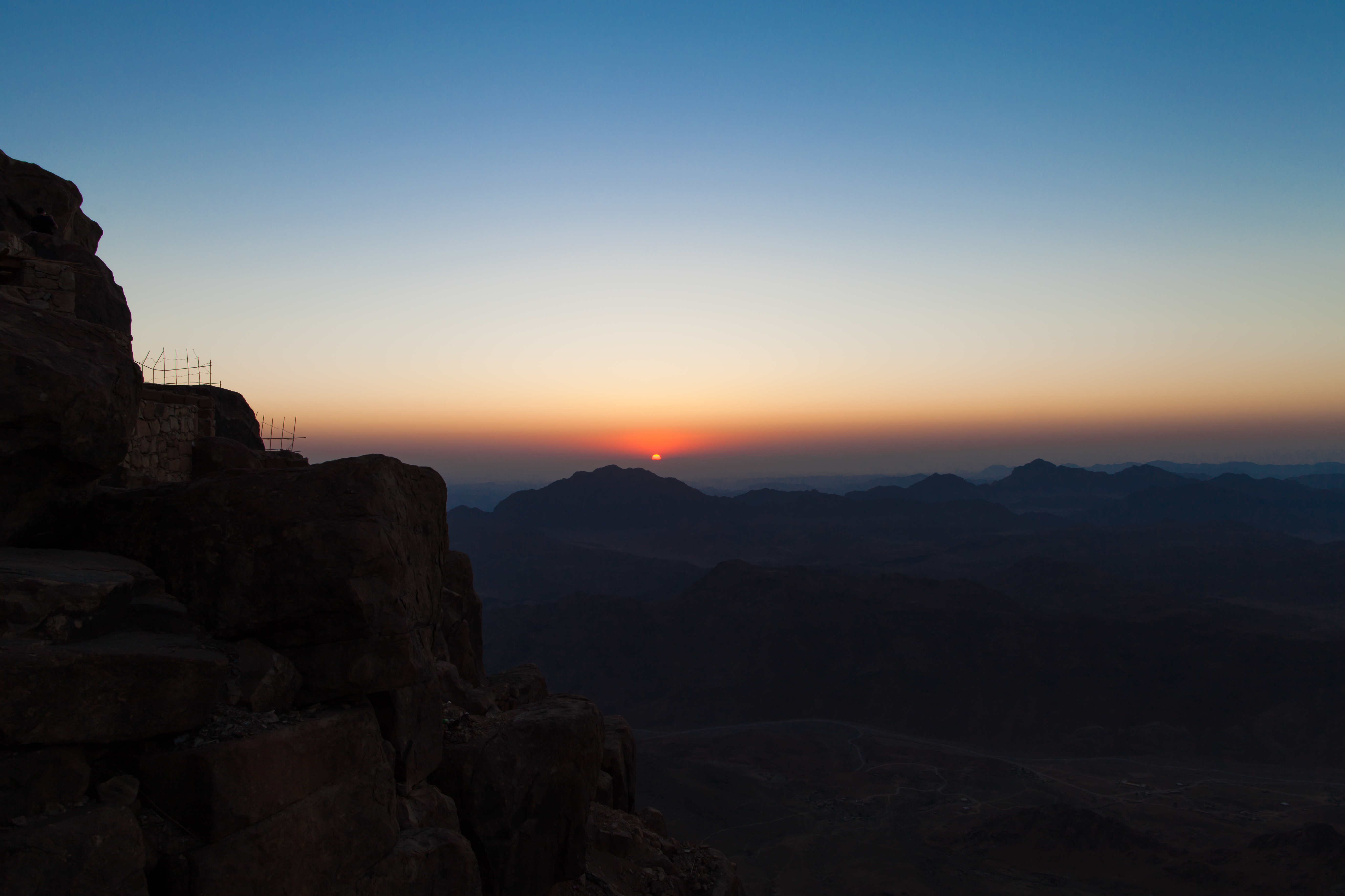
شروق الشمس في طور سيناء

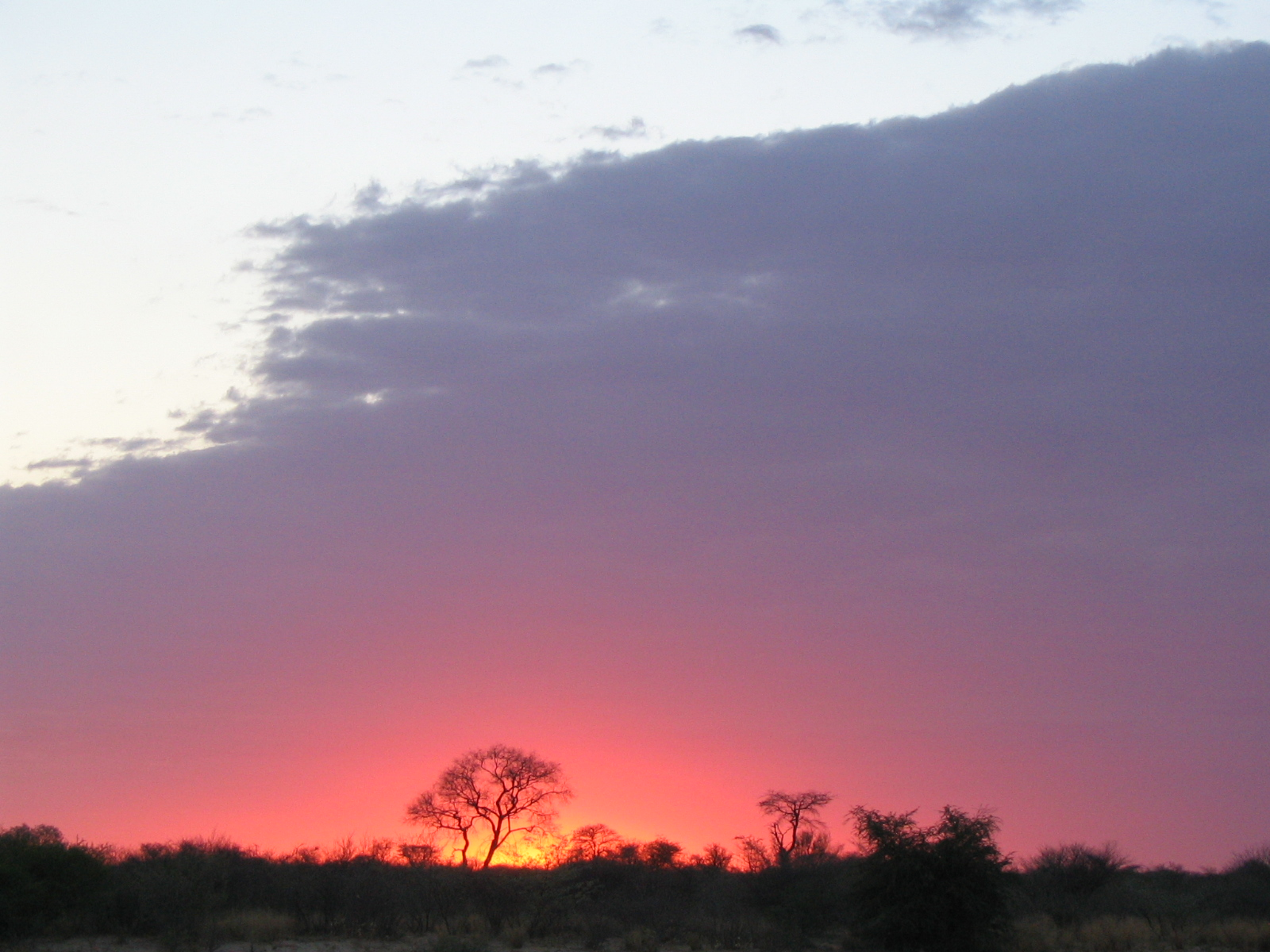
شروق في بوتسوانا.

الشروق هو لحظة بداية ظهور الجرم السماوي على الأفق نتيجة الحركة اليومية الظاهرية في السماء. ويتسبب الانكسار الذي يصل عند الأفق إلى حوالي 35' في ظهور النجم مشرقا إذا تواجد تحت الأفق بمقدار تلك القيمة. ولهذا، لا بد من التمييز بين كل من الشروق الحقيقي والشروق الظاهري. وينطبق نفس الشيء على اختفاء جرم سماوي تحت الأفق.
أحيانا يتم التمييز بين شروقات وغروبات خاصة للنجوم. وهذه هي الشروق الكوني، الذي يشرق فيه النجم مع الشمس؛ والغروب الكوني، الذي يغرب فيه النجم مع شروق الشمس؛ ثم الشروق الأفولي الحقيقي، الذي يشرق فيه النجم وقت غروب الشمس؛ والغروب الأفولي الحقيقي، الذي يغرب فيه النجم مع غروب الشمس. وهذه الظواهر ليس من الممكن مشاهدتها بالعين المجردة في حين يمكن رؤية كل من الشروق الاحتراقي، الذي يشاهد فيه النجم أثناء شروقه في شفق الصباح؛ والغروب الاحتراقي، الذي يشاهد فيه النجم لآخر مرة وهو يغرب في شفق المساء. وهناك أيضا الشروق الأفولي الظاهري، الذي يشاهد فيه النجم لآخر مرة وهو يشرق في شفق المساء، ثم الغروب الكوني الظاهري، وهو الغروب المشاهد لأول مرة للنجم في أثناء شفق الصباح.

## الشرق في المصحف الشريف
- الشرق وبتصريفات والفاظ متعددة للكلمة (مشرق والمشرق ومشرقين والمشرقين وشرقيآ وشرقية والإشراق وأشرقت) وردت في القرآن الكريم (17) مرة (4) منها في سورة البقرة في الآيات (115 و 142 و 177 و 258) ومرة واحدة في سورة الأعراف الآية (137) ومرة واحدة في سورة الحجر الآية رقم (73) ومرة واحدة في سورة مريم الاية رقم (16) ومرتين في سورة الشعراء في الآيتين رقم (28 و60) ومرة واحدة في سورة الصافات الآية رقم (5) ومرة واحدة في سورة ص في الآية رقم (18) ومرة واحدة في سورة الزمر الآية رقم (69) ومرة واحدة في سورة الزخرف في الآية رقم (38) ومرة واحدة في سورة الرحمن في الآية رقم (17) ومرة واحدة في سورة المعارج في الآية رقم (40) ومرة واحدة في سورة المزمل في الآية رقم (9).

## أقرأ أيضآ
- غروب
- معضلة شروق الشمس